# Direzione ingegneria, sicurezza e qualità di sistema
Direzione Ingegneria, Sicurezza e Qualità di Sistema è la struttura di Trenitalia che si occupa della tecnologia e dell'ingegneria del materiale rotabile e dei suoi componenti (dalla gestione tecnica del progetto, all'istruzione delle gare d'appalto ed infine al collaudo dei prodotti acquistati), della sicurezza dell'esercizio del trasporto ferroviario di merci e passeggeri e di quella del lavoro e dell'ambiente, del monitoraggio e del controllo della qualità e della certificazione dei fornitori.

## Storia
Nasce nel 1993 come Area Ingegneria e Costruzioni per diventare Area Strategica d'Affari Materiale Rotabile e Trazione  nel 1996. Nel 1999 viene trasformata in Unità Tecnologia e Materiale Rotabile e nel 2000 da Ferrovie dello Stato confluisce in Trenitalia. Nel 2005 viene ridenominata dapprima Direzione Manutenzione e Logistica e poi Direzione Operazioni Tecniche per assumere nel 2006 l'attuale denominazione.

## Fonti
- uiltrasportivarese.it (PDF)[collegamento interrotto].
- macchinistisicuri.info (PDF).
- uiltrasportivarese.it (PDF). URL consultato il 25 settembre 2010 (archiviato dall'url originale il 15 maggio 2011).